# 1994 en Belgique
Chronologie de la Belgique
- 1990
- 1991
- 1992
- 1993
- 1994
- 1995
- 1996
- 1997
- 1998

Cette page recense des événements qui se sont produits durant l'année 1994 en Belgique.

## Chronologie
- 10 et 11 janvier : 13e sommet de l'OTAN à Bruxelles
- 21 janvier : les hommes politiques socialistes Guy Coëme, Guy Mathot et Guy Spitaels sont soupçonnés de corruption dans le cadre de l'affaire Agusta et donnent leur démission pour se mettre à disposition de la justice[1].
- 26 janvier : Robert Collignon succède à Guy Spitaels au poste de ministre-président de la Région wallonne[2].
- 26 avril : création de la Commission internationale de l'Escaut.
- 12 juin : élections européennes.
- 20 juin : le ministre francophone de l'Enseignement supérieur Michel Lebrun dépose un projet de décret réorganisant l'enseignement supérieur en grandes écoles. La Fédération des étudiants francophones s'oppose à ce décret[3].
- 9 octobre : élections communales et provinciales.
- 21 octobre : entre 20 000 et 30 000 étudiants manifestent contre le décret Lebrun voté le jour même. Vu l'ampleur de la manifestation, le Gouvernement francophone suspend l'application du décret[3].
- 31 décembre : l'incendie de l'hôtel Switel à Anvers cause la mort de quinze personnes.

## Culture

### Cinéma
- Farinelli, film de Gérard Corbiau, Golden Globe du meilleur film en langue étrangère et nommé à l'Oscar du meilleur film en langue étrangère.

### Littérature
- Prix Victor-Rossel : Bosquet de Thoran, La Petite Place à côté du théâtre.
- Les Combustibles, pièce de théâtre d'Amélie Nothomb.
- Imago, roman d'Alain Dartevelle.

### Musique
- 1re édition des Francofolies de Spa.

## Sciences
- Médaille Fields : Jean Bourgain (VUB)
- Prix Francqui : Éric Derouane (chimie, FUNDP).

## Naissances
- 19 août : Nafissatou Thiam, athlète.
- 28 août : Junior Malanda, joueur de football († 10 janvier 2015).
- 1er octobre : Arthur Van Doren, joueur de hockey sur gazon.

## Décès
- 11 janvier : Charles-Marie Himmer, évêque de Tournai (° 10 avril 1902).
- 4 février : Alfred De Bruyne, coureur cycliste, commentateur et directeur sportif (° 21 octobre 1930).
- 16 février : Noël Foré, coureur cycliste (° 23 décembre 1932).
- 18 février : Lucien Harmegnies, homme politique (° 12 février 1916).
- 14 mars : Georges Claes, coureur cycliste (° 7 janvier 1920).
- 7 avril : Luc Peire, peintre et graveur (° 7 juillet 1916), mort à Paris.
- 2 avril : Edward Vissers, coureur cycliste (° 4 juillet 1912).
- 10 juin : Noël Vantyghem, coureur cycliste (° 9 octobre 1947.
- 14 juin : Lucien Vlaemynck, coureur cycliste (° 19 août 1914).
- 28 juillet : Charles Poswick, homme politique (° 6 octobre 1924).
- 29 juillet : Paul Delvaux, peintre (° 23 septembre 1897).
- 6 août : Jacques Pelzer, saxophoniste et flûtiste de jazz (° 24 juin 1924).
- 16 août : Edmond Delathouwer, coureur cycliste (° 26 mai 1916).
- 26 novembre, Omer Vanaudenhove, homme politique (° 13 décembre 1913).

## Statistiques
- Population totale au 1er janvier 1994 : 10 100 631 habitants[4].